# Jeronimus Spengler
Jeronimus Spengler (1589–1635) var en tysk glasmaler af schweizisk afstamning. Han var søn af Caspar Spengler (1553–1604) fra Sankt Gallen. Faderen var også glasmaler og rejste i 1582 til Konstanz, hvor han havde fået arbejde, hvor man antager at Jeronimus blev født. Hans værker er signeret med I.SP.